# Åke Sandin (fredsaktivist)
Åke Sandin, född 20 mars 1932 i Ullånger, död 28 februari 2020, var en svensk lärare, fredsaktivist och författare. Han var åren 1977–1979 ordförande i Svenska freds- och skiljedomsföreningen.

## Biografi

### Aktivism och skrivande
Sandin, som studerade historia, statskunskap, ekonomisk historia, kulturgeografi, nationalekonomi och pedagogik, var aktiv i Kampanjen mot atomvapen, en organisation som bedrev opinionsbildning mot de svenska planerna under 1960-talet att skaffa egna kärnvapen. Han engagerade sig även mot USA:s inblandning i Vietnamkriget.
År 1977 blev han vald till ordförande för Svenska freds- och skiljedomsföreningen, en post han innehade till 1979. Sandin medverkade också med över 100 krönikor i fredstidningen Pax. 
Åke Sandin var 1967–1972 Tyresö Ulands- och FredsFörenings (TUFF) första ordförande. 1985 startade han programmet Radio Tuff i Tyresöradion, en närradiokanal i Tyresö, och senare startade han en egen blogg.
Sandin skrev eller var medförfattare till ett knappt tiotal böcker. Ämnet kretsade ofta kring pacifism och antifascism, men även Indien och Per Anders Fogelström beskrevs i bokform.

### Kontroverser
Sandin var en stridbar och ibland kontroversiell aktivist inom den svenska fredsrörelsen. I bloggar, böcker och Radio Tuff belyste han återkommande det han såg som överdrifter och lögner angående andra världskrigets krigsförbrytelser, och han kämpade för att motverka "förfallet" inom "Folkrörelse-Sverige". Den Tyresöbaserade fredsföreningen är numera en av få kvarvarande lokalföreningar inom den svenska fredsrörelsen.
Sandins skrivande förde honom mer än en gång in i debatter omkring andra världskrigets historieskrivning, och han beskylldes vid olika tillfällen för att vara historierevisionist alternativt för att relativisera förintelsen. Hans krönikeskrivande i Pax avslutades 1996, efter kritik från Svenska Freds dåvarande ordförande angående Sandins skrivande runt andra världskrigets händelser. Själv beskrev Sandin sig själv återkommande som en orädd sanningssägare.
Svenska Freds tog 2013 avstånd från uttalanden från Sandin som förekommit i Tyresöradion och på sociala medier. För att inte skada föreningen gav han därefter upp sitt medlemskap i föreningen, men han fortsatte som medlem och aktiv i lokalföreningen i Tyresö.

### Utmärkelser
För sina insatser inom främst fredsrörelsen fick Sandin genom åren motta ett antal utmärkelser. Han var 1997 mottagare av Illis Quorum, och han fick erkännande för fredsinsatserna från både Tyresö kommun, fredsorganisationer och bildningsförbund.

## Priser och utmärkelser
- 1968 – Eldh-Ekblads fredspris
- 1997 – Illis Quorum[10]
- 1999 – Mediafredspris från Stiftelsen Inga Thorssons Fredsfond
- 2005 – Tyresö kommuns demokratipris
- 2006 – Sveriges Fredsråds pris
- 2007 – Lions Clubs kulturstipendium
- 2011 – Tyresö kommuns pris som ”2010 års eldsjäl”
- 2011 – ABF-Södertörns folkbildarpris
- 2014 – Folkets Nobelpris för fred (utdelad av Fredsrörelsen på Orust)[11]